# Vicente Zaragoza Meseguer
Vicente Zaragoza Meseguer (la Vall d'Uixó, 27 de gener de 1951) és un polític valencià, diputat a Corts Valencianes en la primera legislatura.

## Trajectòria
Militant comunista, participà en les lluites clandestines contra el franquisme en la dècada de 1970. A les eleccions a les Corts Valencianes de 1983 fou elegit diputat pel PCPV-PCE i síndic-portaveu del grup parlamentari comunista. Va participar en la Comissió de Cultura i de la Comissió de Reglament de les Corts Valencianes.
Zaragoza Meseguer és fill de l'històric lider comunista i alcalde de la Vall d'Uixó Vicente Zaragoza Michavila.